# Pioneer 8
Pioneer 8 är en amerikansk rymdsond som är del av Pioneerprogrammet. Den sköts upp från Cape Canaveral den 13 december 1967 och gick in i en heliocentrisk omloppsbana med ett medelavstånd till solen på knappt 1,1 AU.
2001 fungerade fortfarande ett av rymdsondens instrument.
Rymdsonden är identisk med Pioneer 6, Pioneer 7 och Pioneer 9.

### Fotnoter
1. ↑  ”NASA Space Science Data Coordinated Archive” (på engelska). NASA. https://nssdc.gsfc.nasa.gov/nmc/spacecraft/display.action?id=1967-123A. Läst 26 mars 2020.